# Love Boat: The Next Wave
Love Boat: The Next Wave is een Amerikaanse komische televisieserie die van 13 april 1998 tot en met 21 mei 1999 uitgezonden werd op UPN. Het was een revival van de originele serie The Love Boat van ABC, die van 1977 tot en met 1986 werd uitgezonden.

## Verhaal
De serie speelt zich af aan boord van het cruiseschip Sun Princess en heeft Robert Urich in de hoofdrol als kapitein Jim Kennedy, een gepensioneerde en gescheiden officier van de Amerikaanse marine met een tienerzoon, Danny (Kyle Howard). Phil Morris speelde hoofdpurser Will Sanders en Joan Severance speelde veiligheidschef Camille Hunter.
In het tweede seizoen was er een aflevering met een reüniethema die enkele castleden van de originele The Love Boat weer samenbracht: Gavin MacLeod (Kapitein Stubing), Bernie Kopell (Dr. Adam "Doc" Bricker), Ted Lange (Isaac Washington), Jill Whelan (Vicki Stubing) en Lauren Tewes (Julie McCoy). In deze aflevering bleek dat Julie en "Doc" al die tijd verliefd waren geweest op elkaar.

## Rolverdeling
| Acteur         | Personage                         | Opmerkingen      |
| -------------- | --------------------------------- | ---------------- |
| Robert Urich   | kapitein Jim Kennedy III          |                  |
| Phil Morris    | hoofdpurser Will Sanders          |                  |
| Stacey Travis  | cruisedirecteur Suzanne Zimmerman | seizoen 1        |
| Corey Parker   | scheepsarts John Morgan           |                  |
| Randy Vasquez  | barmanager Paolo Kaire            |                  |
| Kyle Howard    | Danny Kennedy                     |                  |
| Joan Severance | veiligheidschef Camille Hunter    |                  |
| Heidi Mark     | cruisedirecteur Nicole Jordan     | seizoen 2        |
| Tim Maculan    | Donald Griswald                   | terugkerende rol |

## Afleveringen

### Seizoen 1
1. Smooth Sailing
2. Remember?
3. I Can't Get No Satisfaction
4. How Long Has This Been Going On?
5. True Course
6. Getting to Know You

### Seizoen 2
1. All Aboard
2. It Takes Two to Tango
3. Captains Courageous
4. Reunion
5. All That Glitters
6. The Bermuda Triangle
7. Affairs to Remember
8. Dust, Lust, Destiny
9. Don't Judge a Book by Its Lover
10. Blind Love
11. Other People's Business
12. Love Floats: The St. Valentine's Day Massacre
13. Three Stages of Love
14. Divorce, Downbeat and Distemper
15. Such Sweet Dreams
16. Trances of a Lifetime
17. About Face
18. Prom Queen
19. Cuba